# 연변한국학교
연변한국국제학교(중국어: 延边韩国国际学校)는 중화인민공화국 지린성 연길 시에 있는 한국학교이다. 현재 초등학교부터 고등학교까지 편성되어 있다.

## 연혁
- 1997년 12월 1일 : 개교
- 중화인민공화국 지린 성 연길 시에 있는 한국학교이다. 현재 초등학교부터 고등학교까지 편성되어 있다.
- 중국어로는 延边韩国国际学校라고 불린다. 1997년 12월 1일 개교 제1대 정옥동 교장 부임(1997) 제2대 정종훈 교장 부임 (2000) 제3대 박창대 교장 부임 (2003) 제4대 김성련 교장 부임 (2005) 제5대 박성업 교장 부임 (2008) 제6대 이만영 교장 부임 (2011) 제7대 김서구 교장 부임 (2014) 제8대 최인섭 교장 부임(2017)
- 사실 과거에 연변한국학교로 불렸지만, 2004년 3월 29일에 연변한국국제학교로 교명 변경했다.

## 같이 보기
- 재중한인